# Annona reticulata
Pour les articles homonymes, voir cœur de bœuf.
Cachiman, Corossolier réticulé, Anone cœur de bœuf
 (novembre 2012).
Si vous disposez d'ouvrages ou d'articles de référence ou si vous connaissez des sites web de qualité traitant du thème abordé ici, merci de compléter l'article en donnant les références utiles à sa vérifiabilité et en les liant à la section « Notes et références ».
Espèce
Classification APG III (2009)
Annona reticulata est une espèce de plantes à fleurs du genre Annona, originaire d'Amérique tropicale. Ce petit arbre fruitier est appelé en français cachiman, corossolier réticulé ou encore anone cœur de bœuf et cœur de bœuf tout court.

## Habitat

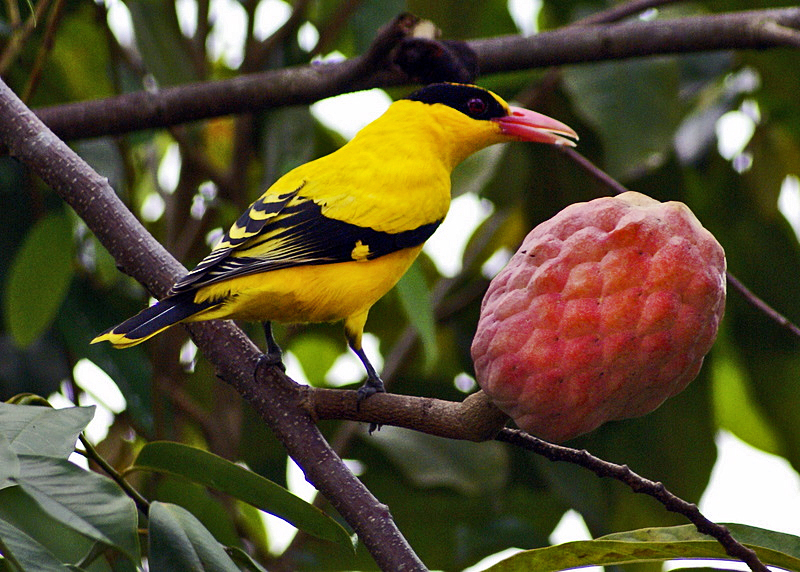
Fruit mature du cœur de bœuf. Sur une branche voisine, un loriot de Chine. Photographie prise en octobre 2007 à Kajang, Selangor, dans l'est de la Malaisie.

Il pousse en basse altitude et en zone chaude et humide. Dans l'Ancien monde, on le rencontre en Inde au sud du plateau du Dekkan.

## Description

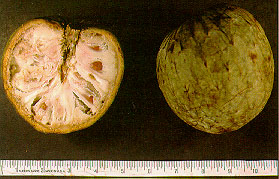
Fruit de lAnnona reticulata.

C'est un petit arbre à feuilles caduques ou semi-permanentes pouvant atteindre 10 m de hauteur.
Les feuilles sont alternes, simples, oblongues-lancéolées. de 10 à 15 cm de long et de 5 à 10 cm de large.
Les fleurs apparaissent en grappes, sont espacées de 2 à 3 cm et ont 6 pétales jaune-vert.
Le fruit est de forme variable, allant de l'aspect globuleux symétrique à celui d'un cœur, oblong et irrégulier. Sa taille est de 7 à 12 cm. À maturité le fruit est de couleur brune ou jaunâtre, tacheté de rouge et strié d'un réseau de lignes en mailles de filet plus ou moins dense selon la variété. Le goût en est sucré et agréable, rappelant celui des fruits du cherimoya ou de l'attier, avec lequel il est parfois confondu.